# NGC 6348
NGC 6348 (również PGC 60036) – galaktyka spiralna (Sb), znajdująca się w gwiazdozbiorze Herkulesa. Odkrył ją Édouard Jean-Marie Stephan 29 czerwca 1880 roku.